# 여우원숭이반지꼬리주머니쥐
여우원숭이반지꼬리주머니쥐(Hemibelideus lemuroides)는 반지꼬리주머니쥐과에 속하는 유대류의 일종이다. 오스트레일리아 퀸즐랜드주 잉햄과 케언스 사이의 좁은 지역에서 발견된다. 카빈 테이블랜드에서도 고립된 개체군으로 발견된다. 다른 반지꼬리주머니쥐와 비교하여 붓꼬리에 털이 더 무성하며, 활강막이 없고 귀가 더 짧고 털이 없어서 주머니날다람쥐와 구별할 수 있다. 무리 생활을 하며, 색에 따라 두 부류가 발견된다. 가장 흔한 부류는 초콜렛 갈색을 띠며, 나머지는 드물게 발견되는 흰색을 띠는 부류로 데인트리 우림에서 서식하며 2005년에 마지막으로 관찰되었다. 그러나 2009년 갈색을 띠는 부류가 케이프 요크의 데인트리 국립공원에서 발견되었다.